# Le Juste (film)
Pour les articles homonymes, voir Le Juste.
Pour plus de détails, voir Fiche technique et Distribution.
Le Juste (en russe : Праведник, Pravednik) est un film de guerre russe réalisé par Sergueï Oursouliak et sorti en 2023.
Ce film historique est inspiré de l'histoire réelle de l'officier Partisan soviétique Nikolaï Kisselev (ru) (interprété par Alexandre Iatsenko), qui a sauvé plus de 200 juifs des nazis pendant la Seconde Guerre mondiale.

## Synopsis
Le film se déroule en 1942, pendant la Grande Guerre patriotique. Le film est inspiré d'événements réels qui se sont déroulés entre août et octobre 1942, lorsque le soldat russe et officier Partisan soviétique Nikolaï Kiselev a sauvé 218 Juifs de l'Holocauste,,. L'histoire commence lorsque Kiselev reçoit l'ordre d'évacuer plus de deux cents Juifs, dont des vieillards, des femmes et des enfants, des territoires occupés en Biélorussie derrière les lignes de front, après qu'Hitler a déclaré la Biélorussie territoire exempt de Juifs (« judenfrei »). Ces personnes émaciées, tourmentées par la faim et la peur, qui ont perdu leurs proches et qui ont presque perdu la raison à cause de l'horreur qu'elles ont vécue, devront marcher des centaines de kilomètres à travers les sentiers de la forêt pour retrouver la foi et l'espoir d'un monde meilleur.

## Fiche technique
- Titre français : Le Juste[5]
- Titre original en russe : Праведник, Pravednik
- Réalisation : Sergueï Oursouliak
- Scénario : Guennadi Ostrovski (ru)
- Photographie : Mikhaïl Milachine
- Musique : Vassili Tonkovidov
- Décros : Evgueni Katchanov, Alim Matveïtchouk
- Production : Leonid Verechtchaguine (ru), Timour Weinstein (ru), Anton Zlatopolski (ru)
- Sociétés de production : Central Partnership, Trité, White Media (ru), Rossiya 1, Moskino
- Pays de production :  Russie
- Langue originale : russe
- Format : Couleurs
- Durée : 163 minutes
- Genre : film de guerre
- Date de sortie :
  - Russie : 16 février 2023

## Distribution
- Alexandre Iatsenko : Nikolaï Kisselev (ru)
- Sergueï Makovetski : Roubim Kisselev
- Fiodor Dobronravov (ru) : le commissaire
- Dov Glickman : père Moshe
  - Mark Eidelstein : père Moshe en tant que jeune homme
- Lioubov Konstantinova : Ania
- Evgueni Tkatchouk : Ferz
- Constantin Khabenski : Avigdor
- Chulpan Khamatova : Rita

## Production
Le film est réalisé par Sergueï Oursouliak.
Il s'agit d'une production conjointe de White Media (ru), Central Partnership, du Studio Trité de Nikita Mikhalkov et de la chaîne de télévision Rossiya 1, avec le soutien du Fonds cinématographique et du Moskino.

### Tournage
Le tournage débute le 5 août 2021. Il s'est déroulé dans le village de Zabrodje, dans le raïon de Vileïka, dans le voblast de Minsk en Biélorussie, dans les villes de Saint-Pétersbourg, de Vyborg et dans l'Oblast de Léningrad en Russie, ainsi qu'en Israël. En Biélorussie, l'équipe du film a travaillé exactement dans les lieux où se sont déroulés les événements historiques.

## Accueil public
Le film est un grand succès public en salles,,.